# Courbet (cuirassé, 1882)
Pour les autres navires du même nom, voir Courbet (navire).
Le Courbet fut le deuxième cuirassé de classe Dévastation de la Marine française. Celui-ci fut construit sur le chantier naval de Lorient.
La voilure se composait de 3 mâts à voiles carrées, focs et beaupré. Vu de profil, les 2 cheminées côte à côte ne semblaient faire qu'une au contraire des cuirassés plus classiques avec des cheminées l'une derrière l'autre. Elles se situaient ici entre le mât de misaine et le grand mât.

## Conception
C'est le développement des cuirassés gardant un gréement trois-mâts mais avec une batterie d'artillerie lourde installée au centre du navire protégée par une succession de barbettes sur chaque flanc recevant une artillerie secondaire.
Le blindage est en acier. La ceinture est de 380 mm maximum au centre jusqu'à 220 mm aux extrémités. Sur l'avant la ceinture recouvrait l'éperon.

## Histoire
À son lancement, il porte le nom d'Amédée Courbet (1827-1885) promu vice-amiral en 1884. En début 1885 il est rebaptisé Foudroyant. Mais, après la mort du célèbre amiral, il reprend le nom de Courbet dès le 25 juin 1885.
Basé à Toulon de 1887 à 1898, il servit essentiellement dans l'Escadre de la Méditerranée.
Désarmé en février 1898, il subit une refonte de son artillerie et rejoint son nouveau port d'attache, à Cherbourg, pour être affecté à l'Escadre du Nord.
En 1903, il rejoint le port de Brest où il est mis en réserve. Désarmé le 10 février 1908, il est rayé des listes en 1909. Sa coque est vendue en 1910 à la Ship Breaking Co.

## Personnalités ayant servi à son bord
- Charles Antoine Fontaine (1864-1943), adjoint officier de manœuvre en 1888 et officier des montres et de manœuvre en 1889